# Агульский район
Агу́льский райо́н ( агул. Агъул райун ) — административно-территориальная единица и муниципальное образование (муниципальный район) в южной части Дагестана (Россия). Место компактного проживания агулов.
Административный центр — село Тпиг.

## География
Граничит на востоке с Хивским районом, на юге с Курахским районом, на юго-западе с Рутульским районом, на западе с , на севере с Кайтагским и Дахадаевским районами Дагестана.
Общая площадь территории района составляет 793,54 км². Климат умеренно континентальный. Минимальная температура в селе Тпиг −31 °C, максимальная +35 °C.

## История
1 сентября 1934 года Президиум ВЦИК постановил «Образовать Агульский национальный район с центром в селении Тпиг, в составе Буркиханского, Дулдугского, Курагского, Ричинского, Гоинского, Тпигского и Хутхульского сельсоветов, Курахского района».
До этого 19 агульских сёл входили в состав Курахского района, село Буршаг относилось к Кайтагскому району, а село Цирхе к Дахадаевскому району.
С образованием района была построена дорога через ущелье Магудере, которое связывает район с плоскостью. В послевоенные годы во многих аулах впервые открылись медпункты и больницы, библиотеки и школы, стала развиваться социальная инфраструктура района.

## Население
| 1939    | 1959    | 1970    | 1979    | 1989    | 2002    | 2009    | 2010    | 2011    |
| ------- | ------- | ------- | ------- | ------- | ------- | ------- | ------- | ------- |
| 10 337  | ↘8089   | ↗10 421 | ↘10 148 | ↘7465   | ↗11 290 | ↘10 854 | ↗11 204 | ↘11 041 |
| 2012    | 2013    | 2014    | 2015    | 2016    | 2017    | 2018    | 2019    | 2020    |
| ↘10 929 | ↘10 689 | ↘10 578 | ↘10 513 | ↘10 479 | ↘10 452 | ↗10 461 | ↘10 342 | ↘10 224 |
| 2021    | 2023    | 2024    | 2025    |         |         |         |         |         |
| ↗10 366 | ↘10 355 | ↗10 377 | ↘10 370 |         |         |         |         |         |

### Национальный состав
По данным Всероссийской переписи населения 2010 года:
| Народ      | Численность, чел. | Доля от всего населения, % |
| ---------- | ----------------- | -------------------------- |
| агулы      | 10 369            | 92,54 %                    |
| даргинцы   | 797               | 5,94 %                     |
| русские    | 17                | 0,15 %                     |
| лезгины    | 15                | 0,13 %                     |
| табасараны | 15                | 0,13 %                     |
| другие     | 15                | 0,13 %                     |
| всего      | 11 204            | 100,00 %                   |

По данным Всероссийской переписи населения 2020-2021 года :
| Народ    | Численность, чел. | Доля от всего населения, % |
| -------- | ----------------- | -------------------------- |
| агулы    | 9 576             | 92,38 %                    |
| даргинцы | 610               | 5,88 %                     |
| другие   | 180               | 1,74 %                     |
| всего    | 10 366            | 100,00 %                   |

К району относятся 19 населённых пунктов, в большинстве которых проживают агулы. В трёх сёлах — Амух, Чираг и Шари — живут даргинцы, также даргинцы населяли ныне несуществующее село Анклух.
Среди даргинцев Агульского района распространены два даргинских языка — чирагский (в селе Чираг) и амухо-худуцкий (в сёлах Амух и Шари).

## Территориальное устройство
Агульский район в рамках административно-территориального устройства включает сельсоветы и сёла.
В рамках организации местного самоуправления в одноимённый муниципальный район входят 10 муниципальных образований со статусом сельского поселения, которые соответствуют сельсоветам и сёлам.
| №  | Сельское поселение    | Административный центр | Количество населённых пунктов | Население (чел.) | Площадь (км²) |
| -- | --------------------- | ---------------------- | ----------------------------- | ---------------- | ------------- |
| 1  | сельсовет Амухский    | село Амух              | 4                             | ↗102             | 43,54         |
| 2  | село Буркихан         | село Буркихан          | 1                             | ↘1061            | 39,61         |
| 3  | сельсовет Буршагский  | село Буршаг            | 2                             | ↗817             | 34,65         |
| 4  | сельсовет Дулдугский  | село Дулдуг            | 3                             | ↘1137            | 37,97         |
| 5  | сельсовет Курагский   | село Кураг             | 2                             | ↘937             | 33,29         |
| 6  | сельсовет Ричинский   | село Рича              | 2                             | ↗1480            | 57,29         |
| 7  | село Тпиг             | село Тпиг              | 1                             | ↘2814            | 37,41         |
| 8  | село Фите             | село Фите              | 1                             | ↘695             | 15,13         |
| 9  | сельсовет Хутхульский | село Хутхул            | 2                             | ↗808             | 31,44         |
| 10 | село Чираг            | село Чираг             | 1                             | ↗519             | 49,15         |

## Населённые пункты
В районе 19 сельских населённых пунктов:
| №  | Населённый пункт | Тип  | Население | Сельское поселение    |
| -- | ---------------- | ---- | --------- | --------------------- |
| 1  | Амух             | село | ↘116      | сельсовет Амухский    |
| 2  | Анклух           | село | ↘5        | сельсовет Амухский    |
| 3  | Арсуг            | село | ↘208      | сельсовет Буршагский  |
| 4  | Бедюк            | село | ↘236      | сельсовет Ричинский   |
| 5  | Буркихан         | село | ↘1054     | село Буркихан         |
| 6  | Буршаг           | село | ↘604      | сельсовет Буршагский  |
| 7  | Гоа              | село | ↘409      | сельсовет Дулдугский  |
| 8  | Дулдуг           | село | ↘495      | сельсовет Дулдугский  |
| 9  | Кураг            | село | ↘347      | сельсовет Курагский   |
| 10 | Миси             | село | ↘247      | сельсовет Хутхульский |
| 11 | Рича             | село | ↘1190     | сельсовет Ричинский   |
| 12 | Тпиг             | село | ↘2803     | село Тпиг             |
| 13 | Фите             | село | ↗708      | село Фите             |
| 14 | Худиг            | село | ↘625      | сельсовет Курагский   |
| 15 | Хутхул           | село | ↘541      | сельсовет Хутхульский |
| 16 | Цирхе            | село | ↘2        | сельсовет Амухский    |
| 17 | Чираг            | село | →524      | село Чираг            |
| 18 | Шари             | село | ↘3        | сельсовет Амухский    |
| 19 | Яркуг            | село | ↘249      | сельсовет Дулдугский  |

### Упразднённые населённые пункты
Хотя село Анклух и упоминается, как относящееся к Амухскому сельсовету, фактически оно больше не существует, все его жители переселились на равнинную часть республики.
В настоящее время почти полностью оставлены и два других дальних и труднодоступных села на севере района — Цирхе и Шари, в которых постоянно проживает лишь несколько человек. Жители Цирхе в основном переселились в село Чинар Дербентского района.
До 1960-х годов существовало также село Дуруштул (первое село при въезде из Хивского района), однако после переселения его жителей на равнину — в частности, в с. Хазар (совхоз им. Карла Маркса) Дербентского района на его месте остались только развалины.

## Экономика
1 марта 2006 года в районе была введена в эксплуатацию Агульская малая ГЭС ОАО «ДРГК» на р. Чирагчай («Дагестанская региональная генерирующая компания» — дочерняя компания ОАО РАО «ЕЭС России»). В связи с запуском станции предполагается перевод всех школ и больниц района на электроотопление.
Основная специализация сельскохозяйственного производства района — животноводческо-растениеводческая. Производством сельскохозяйственной продукции занимаются — 13 сельхозорганизаций, 23 КФХ и 2014 личных хозяйств населения.
Общая площадь сельскохозяйственных угодий района составляет 70,5 тыс. га, из них основная доля (94,9 %) приходится на пастбища, 3,3 % — на сенокосы, 1,7 % — на пашню и 0,1 % — на прочие. Доля фактически используемых сельскохозяйственных угодий в общей площади сельскохозяйственных угодий составляет 89,6 %.
В Агульском районе осуществляют деятельность 123 субъекта малого и среднего предпринимательства, из них 20 малых предприятий и 103 индивидуальных предпринимателей. Число субъектов в расчете на 10 тыс. населения составляет 86,0 ед. Доля среднесписочной численности работников (без внешних совместителей) малых и средних предприятий в среднесписочной численности работников (без внешних совместителей) всех предприятий и организаций составила 5,6 %.

## Средства массовой информации
В 1951 году в селе Тпиг была учреждена еженедельная республиканская общественно-политическая газета «Вести Агула» или же на агульском языке – «Агъуларин Хабарар». Газета выходит на русском языке и включает материалы на агульском языке по истории и культуре агульцев.

## Комментарии
Комментарии
1. ↑  авар. Агъул мухъ, агул. Агъул район, азерб. Ağul rayonu, дарг. Агъулла къатI, кум. Агъул якъ, лак. Агъул кIану, лезг. Агъул район, ног. Агул район, рут. Агъул район, таб. Агъул район, татск. Агъул район, цахур. Агъул район, чечен. Агулийн кIошт
2. ↑  Согласно конституции Дагестана, государственными языками на территории республики являются — русский, аварский, агульский, азербайджанский, даргинский, кумыкский, лакский, лезгинский, ногайский, рутульский, табасаранский, татский, цахурский и чеченский языки.